# Seznam grških pisateljev
Seznam grških pisateljev.

## C
- Marios Chakkas

## D
- Ion Dragoumis

## F
- Rigas Feraios

## H
- Dimitris Hatzis
- Konstandinos Hatzopulos
- Nikos Hadjikyriakos-Ghikas
- Heliodor

## I
- Jorgos Ioannu

## K
- Rodis Kanakaris-Roufos (ps. Rodis Provelengios)
- Andreas Karkavitsas
- Nikos Kazantzakis

## L
- Andreas Laskaratos
- Sappho Leontias
- Longos
- Lukijan

## M
- Jean Moréas
- Stratis Myrivilis

## P
- Kostis Palamas
- Alexandros Papadiamandis

## R
- Emanuil Roidis

## S
- Alekos Sakellarios
- Dido Sotiriou

## T
- Giorgio A. Tsoukalos

## V
- Vassilis Vassilikos
- Elias Venezis
- Demetrios Vikelas
- Georgios Vizyinos
- Nikiforos Vrettakos (1912-1991)

## Z
- Emmanuel Zakhos